# Консенсус 1992 года
Консенсус 1992 года — политический термин, появившийся в 1992 году в результате встречи представителей Китайской Народной Республики (Континентальный Китай) и Китайской Республики (Тайвань).
Консенсус 1992 года подразумевает признание двумя сторонами единства и единственности Китая — («Китай и Тайвань — не отдельные государства»). При этом под единым Китаем каждая из сторон подразумевает свою собственную интерпретацию. Различия в интерпретации власти — «Китайская Народная Республика» или «Китайская Республика» — не являются препятствием для диалога.

## История переговорного процесса
В силу особенностей китайской истории и политики непосредственные отношения между официальными учреждениями двух государств, по сути, невозможны.
Переговоры велись, и ведутся до сих пор, со стороны КНР через негосударственную Ассоциацию по отношениям через пролив (Association for Relations Across the Taiwan Straits, ARATS), а со стороны Тайваня — через неправительственный фонд Совет по взаимоотношениям с континентальным Китаем (Straits Exchange Foundation, SEF). Обе структуры основаны в 1991 году.
В 1992 году первый раунд переговоров между вышеуказанными организациями зашел в тупик, поскольку было неясно, что вкладывается в формулировку «единый Китай», которую принимают обе стороны. В результате в протокол переговоров было записано, что «под единым Китаем каждая из сторон подразумевает свою собственную интерпретацию».
Бывший тайваньский президент Ли Дэнхуэй назвал это решение «консенсусом без консенсуса».
Китай несколько раз покидал переговорный процесс, а с 1999 по 2008 год вообще его приостановил. Лишь с избранием в 2008 году президента Ма Инцзю официальный Пекин согласился возобновить диалог.
В инаугурационной речи 20 мая 2008 г. Ма Инцзю заявил о готовности возобновить переговоры с Китаем на основе «консенсуса 1992 г.». Публичное признание консенсуса стало важным отступлением от позиции администрации Чэнь Шуйбяня, которая отрицала сам факт его достижения.
С тех пор благодаря усилиям SEF и ARATS, которые провели к 2011 году шесть раундов встреч, был подписан ряд базовых соглашений, определивших взаимоотношения между Пекином и Тайбэем.

## Результаты достижения консенсуса
За время первого президентского срока Ма Инцзю между материком Китая и Тайванем появилось прямое регулярное воздушное и морское сообщение, Тайвань стали посещать туристы с материка, тайваньскому бизнесу стало проще оперировать на материке. В результате достигнутых договоренностей и односторонних инициатив путевку в жизнь получила идея налаживания так называемых трех видов связей — экономических, транспортных и информационных.
В 2010 году было подписано важнейшее торговое соглашение об экономическом сотрудничестве (Economic Cooperation Framework Agreement (ECFA)), обеспечившее беспроблемный доступ сотням видов тайваньской продукции на рынок материка Китая. В рамках соглашения с 1 января 2011 г. в действие вступила рассчитанная на трехлетний период программа «Ранний урожай», нацеленная на значительное снижение таможенных тарифов на включенные в установленный список товары двусторонней торговли, вплоть до их полной отмены.

## Признание наличия консенсуса
Консенсус признается как КПК материкового Китая, так и тайваньской партией Гоминьдан:

Сторонам двух берегов следует строго соблюдать общую позицию — выступать против «независимости Тайваня», признавать «консенсус 1992 года», укреплять общее понимание охраны рамок одного Китая и на этой основе находить общее при сохранении разногласий— Ху Цзиньтао - Генеральный секретарь ЦК КПК с 2002 по 2012 год, доклад на 18-м съезде КПК.

Политика партии Гоминьдан в отношении связей между берегами Тайваньского пролива абсолютно прозрачна, у континентальной части Китая также не возникает вопросов относительно «консенсуса 1992 года»— почетный председатель партии Гоминьдан Лянь Чжань, пресс-конференция 16 апреля 2006 года
При этом, Демократическая прогрессивная партия Тайваня, которая выступает за официальное признание независимости острова от материкового государства, относится к консенсусу критически.